# فنجاني رايتي
فنجاني رايتي (الاسم العلمي: Peziza wrightii) هو نوع من الفطريات يتبع جنس الفنجاني من فصيلة الفنجانية.